# Francesco Canova da Milano

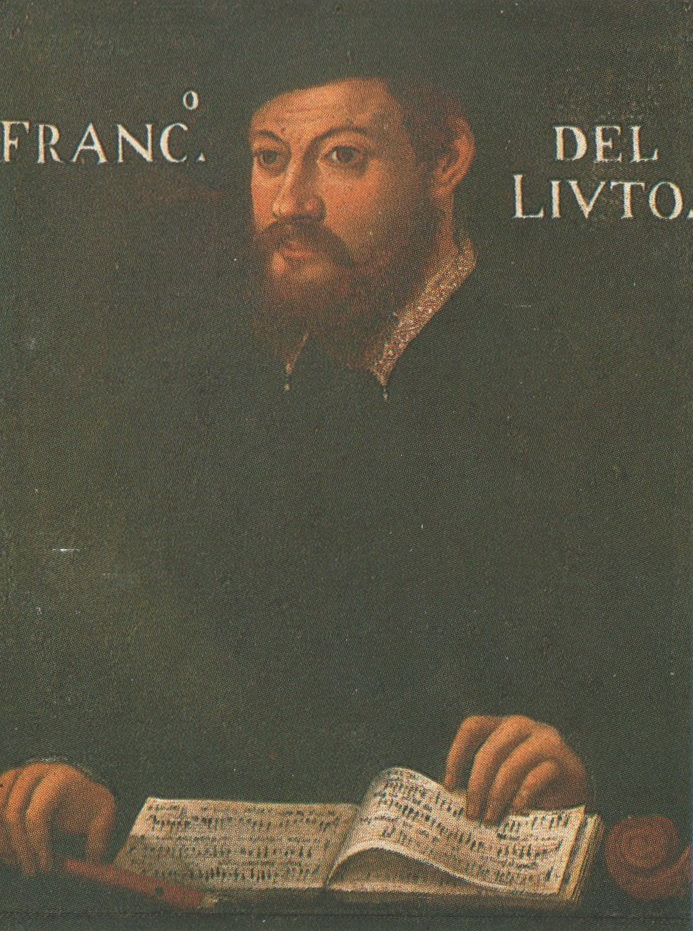
Francesco Canova da Milano.

Francesco Canova da Milano (18 de agosto de 1497 – 2 de enero de 1543) fue un laudista Italiano y compositor de música del renacimiento. 

## Biografía
Nacido en Monza, cerca de Milán (de ahí el "da Milano"), fue reconocido en toda Europa como el mejor compositor de laúd de su tiempo, lo que le valió en vida el apodo de Il Divino, apodo este que compartiera con Miguel Ángel. Dejó una ingente cantidad de obras para laúd, distribuidas en manuscritos y libros impresos. De él se ha dicho que "la facilidad básica con la que articulaba el estilo del renacimiento tardío para un único instrumento continúa haciendo de su música algo de valor único".